# St. Joseph (Bergheim)

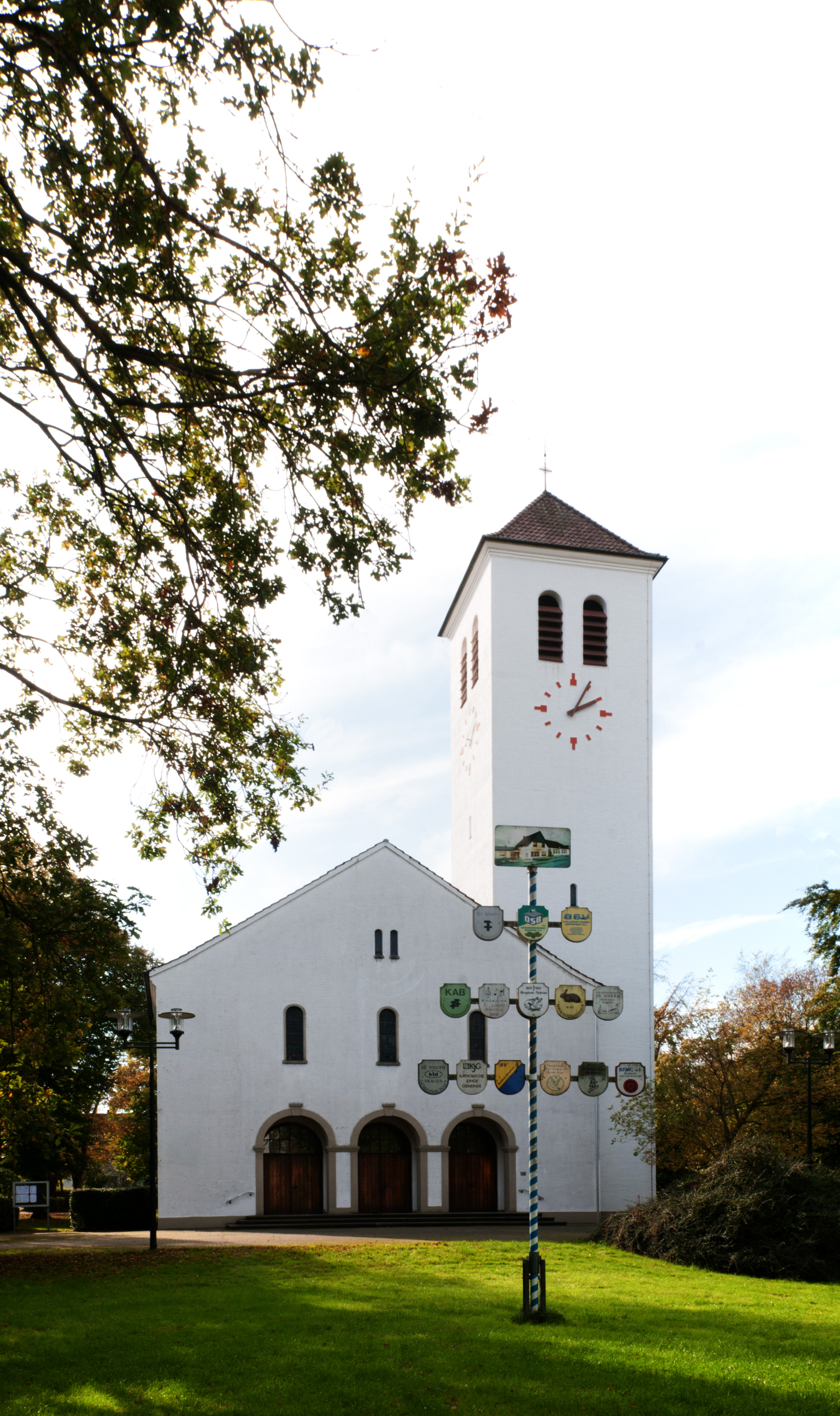
St.-Josefs-Kirche in Neheim-Bergheim

Die katholische Kirche St. Joseph ist ein ortsbildprägendes Kirchengebäude in Bergheim, einem Ortsteil des Stadtteiles Neheim in Arnsberg im Hochsauerlandkreis (Nordrhein-Westfalen).

## Geschichte und Architektur
Die Bebauung des Stadtteiles Bergheim erfolgte nach dem Zweiten Weltkrieg. Der Ort liegt über dem Ruhrtal auf einer Anhöhe gegenüber von Neheim.
Das Gebäude mit einem länglichen Schiff und einem eingezogenen rechteckigen Chor wurde von 1951 bis 1952 nach Plänen der Architekten Josef Berting & Paul Perle errichtet. Die Giebelseite ist durch drei Rundbogenportale geprägt. Davor befindet sich ein ausgedehnter Vorplatz. Die verputzten Wände sind durch Rundbogenfenster gegliedert. Der quadratische Turm ist mit einem Zeltdach bekrönt. Die Wände sind durch je zwei rundbogige Schallöffnungen gegliedert.
Im Innenraum sind das Schiff und der Chor durch einen halbrunden Triumphbogen getrennt. Es wurden flache Decken mit Querbalken, die auf seitlichen Konsolen ruhen und Langhölzern eingezogen. Die Wandpfeiler im Schiff sind mit Blendbögen versehen, die im rückwärtigen Emporenbereich sind bis zur Decke verlängert und bilden so seitliche Nischen, in denen die Orgel steht. Die Glasbilder unter der Empore wurden von Christian Göbel angefertigt.

## Ausstattung
- Die Figuren der Maria und des Josef sind Arbeiten von Heinrich Erlenkötter, Wiedenbrück, aus der Zeit von 1953 bis 1957.
- Die Ausstattung des Altarraumes (Sakramentsstele, Ambo, Altarleuchter) wurde 1969 von Wilhelm Winkelmann, Günne, geschaffen. Das Kreuz an der Stirnwand ist ein in der Werkstatt Winkelmann restauriertes Fundstück aus dem Münsterland, vermutlich Anfang des 19. Jahrhunderts entstanden.[1]
- 1990 kamen hinzu: eine Ostersäule (massive bronzene Säule als Ständer für die Osterkerze) des Bildhauers Bernhard Kleinhans, Sendenhorst, sowie eine hölzerne Statue des Nikolaus von der Flüe, geschnitzt von Josef Enzinger, Theisendorf.[2]

## Ansichten

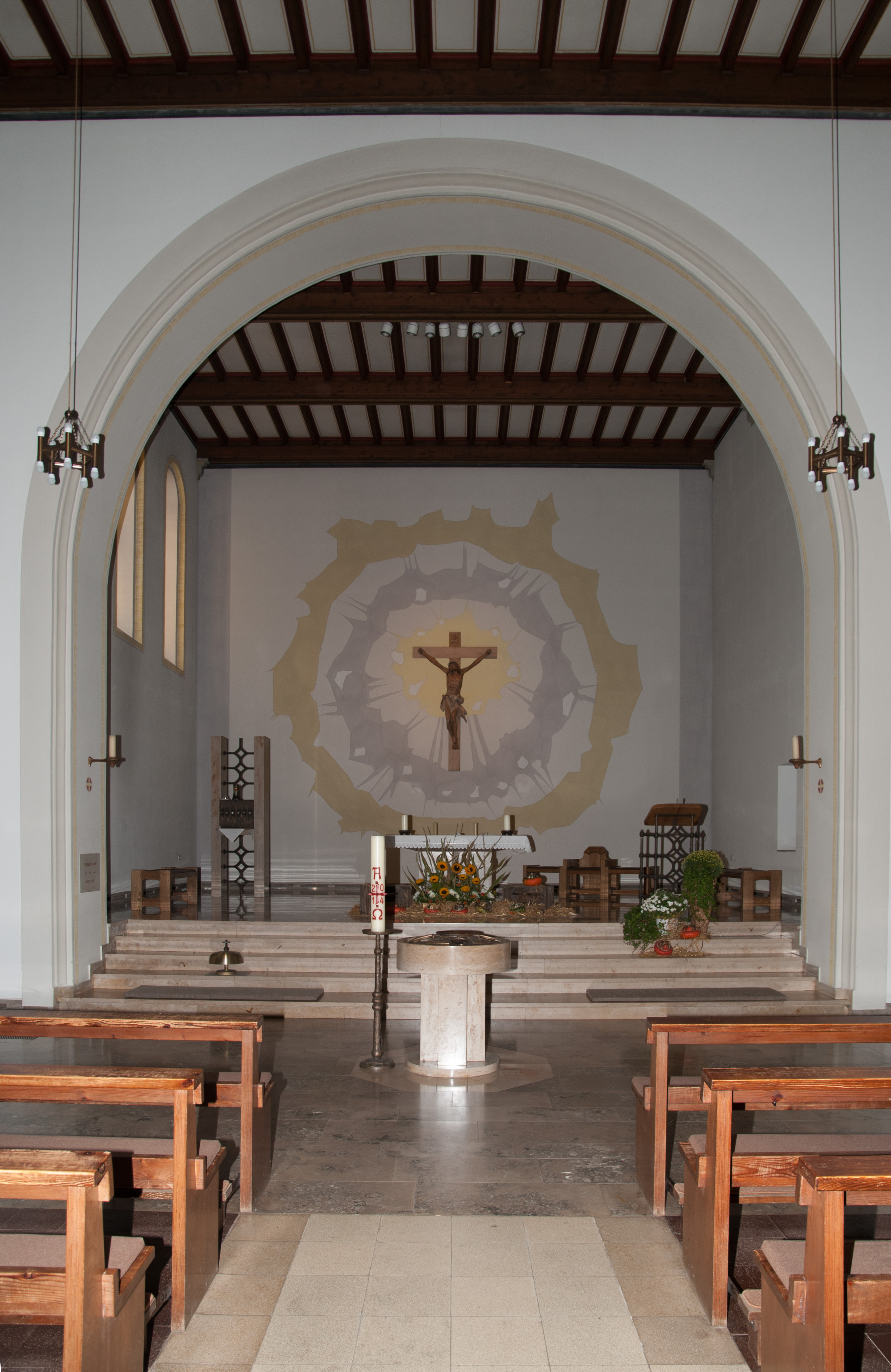
Altarraum
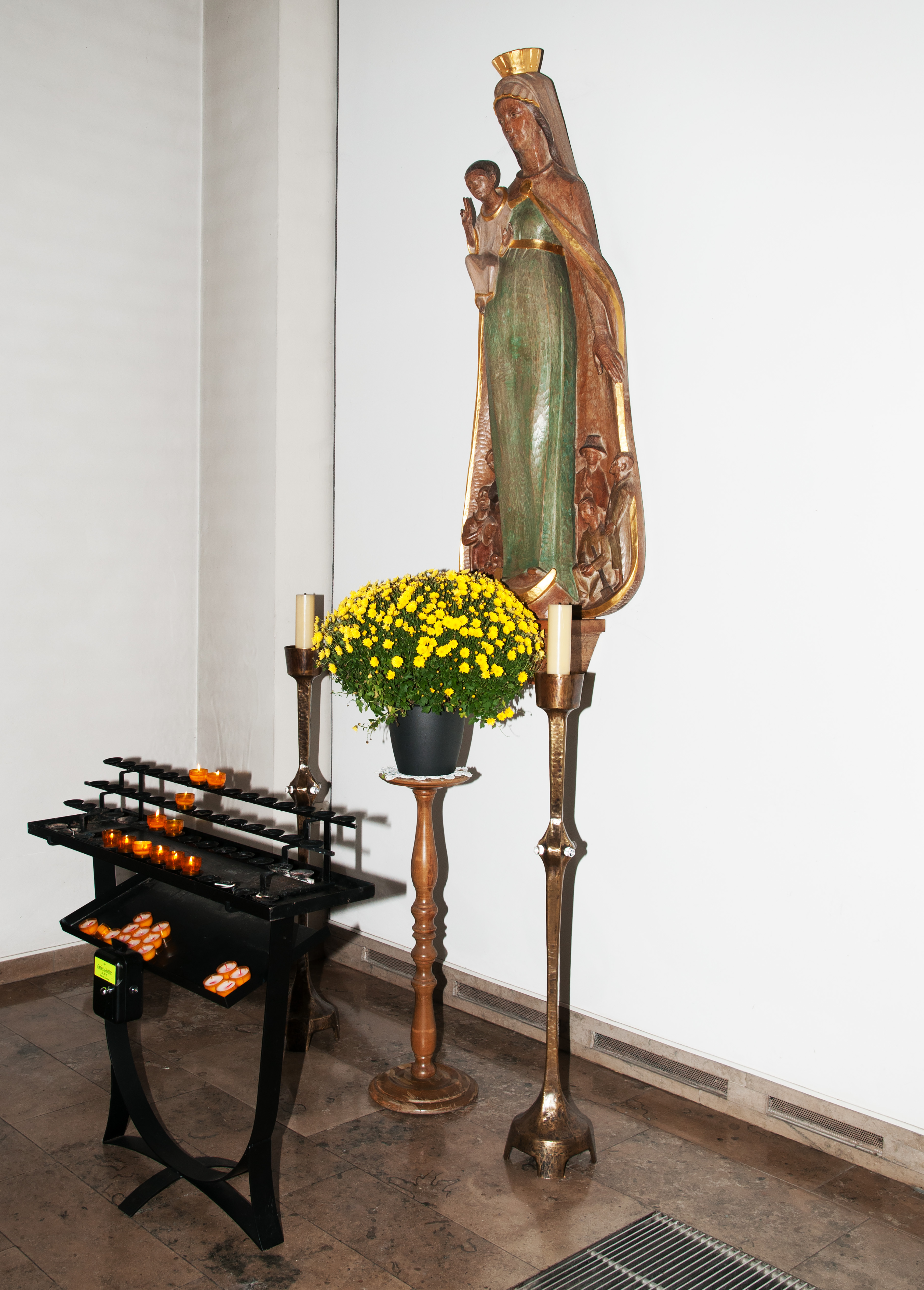
Maria mit Jesuskind
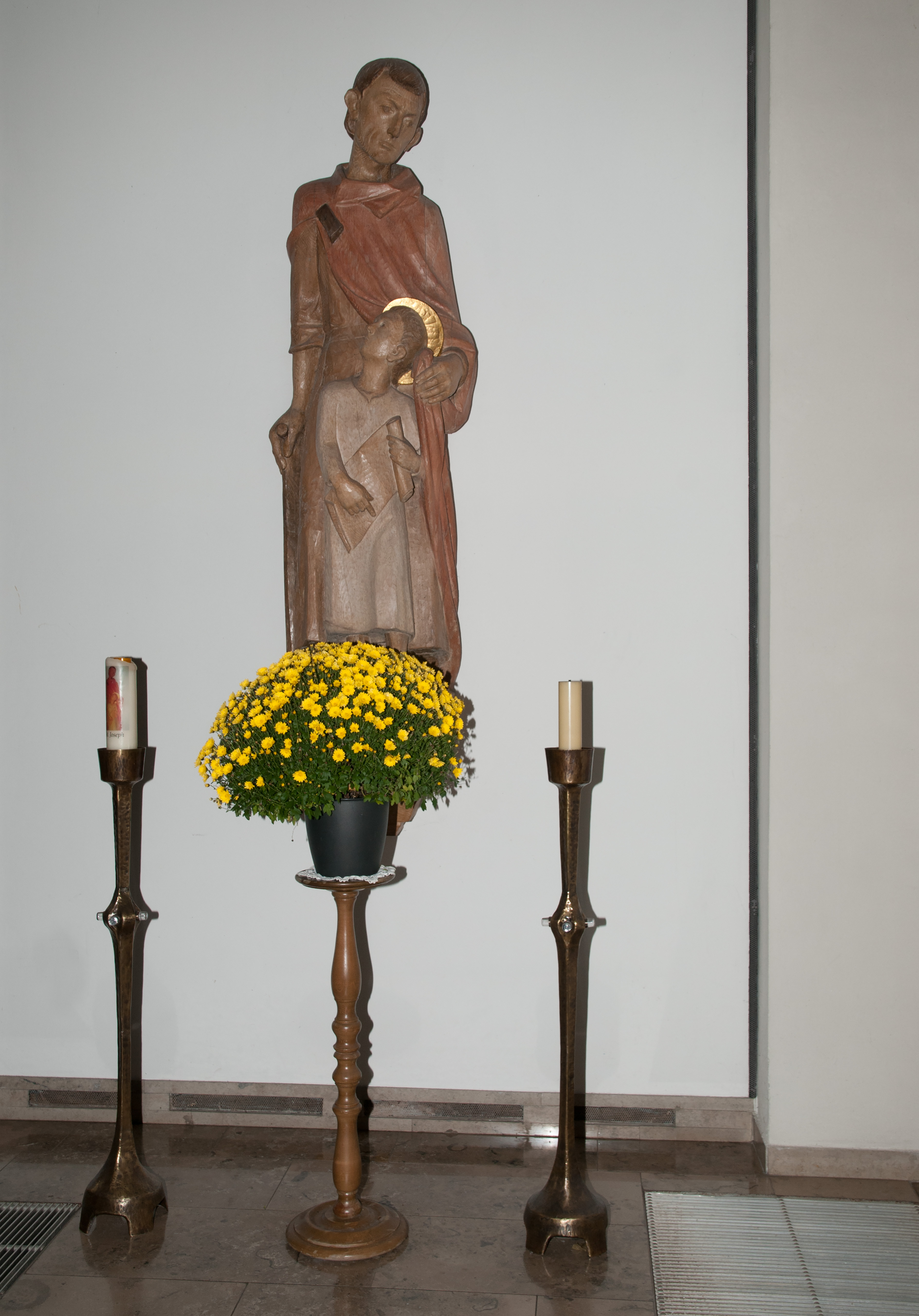
Hl. Josef mit Jesus